# Metopina galeata
Metopina galeata är en tvåvingeart som först beskrevs av Alexander Henry Haliday 1833.  Metopina galeata ingår i släktet Metopina och familjen puckelflugor. Arten är reproducerande i Sverige. Inga underarter finns listade i Catalogue of Life.